# Colpo di fulmine (film 1941)
Colpo di fulmine (Ball of Fire) è un film del 1941 diretto da Howard Hawks.
Nel 2016 è stato scelto per la conservazione nel National Film Registry della Biblioteca del Congresso negli Stati Uniti.

## Trama

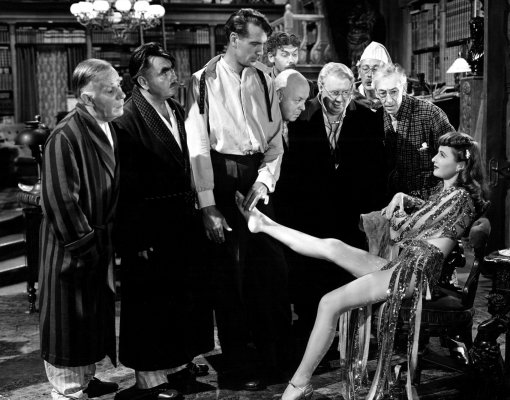
Gary Cooper e Barbara Stanwyck nella scena più celebre

Katherine O'Shea, la pupa del boss Joe Lilac, soprannominata Sugarpuss, capita per caso in mezzo a un gruppo di otto professori tagliati fuori dal mondo e intenti alla stesura di un'enciclopedia. La ragazza cerca di sfruttare la situazione a proprio vantaggio ma, conquistata da tanto candore, si redimerà finendo col cedere alla corte del più giovane, Bertram Potts.

## Distribuzione
Distribuito dalla RKO Radio Pictures, il film uscì nelle sale cinematografiche statunitensi il 2 dicembre 1941. Il 15 gennaio venne presentato a New York, mentre in Italia fu possibile proiettarlo solo dopo la guerra: uscì in sala con il titolo Colpo di fulmine il 21 settembre 1946.

## Riconoscimenti
Il film ha ricevuto 4 nomination ai Premi Oscar 1942 fra cui quella per la miglior attrice protagonista a Barbara Stanwyck.
Nel 2000 l'American Film Institute l'ha inserito al 92º posto della classifica delle cento migliori commedie americane di tutti i tempi.

## Remake
Il soggetto fu ripreso nel 1948 per la realizzazione di un remake sotto forma di musical intitolato Venere e il professore (A Song is Born) diretto dallo stesso Howard Hawks.